# Р.А.Ф. BE 2c
Р. А. Ф. BE 2c  (енг. R.A.F. BE 2c) је енглески вишенаменски двокрилни једномоторни авион са два члана посаде из Првог светског рата. Пројектован је и произвођен у Royal Aircraft Factory. У току свог животног века овај авион се користио као лаки бомбардер, извиђач, ноћни ловац, школски авион и авион за тренажу пилота. У току и након рата овај авион је британска морнарица користила као патролни авион и противподморнички авион.

## Пројектовање и развој
На почетку Првог светског рата авиони су искључиво служили као извиђачи који су пратили кретање непријатељских трупа и за корекцију артиљеријске ватре. На почетку рата Британија је имала авион који је пројектовао Едвард Буск 1912. године а носио је ознаку (БЕ - Блериот Експериментал) а заснивао се на Блерио систему управљања авионом. Почетком рата долази до вртоглавог развоја авијације тако и до усавршавања и овог авиона напушта се Блериова концепција и авион се управља помоћу крилаца. Џ. де Хавиленд (Geoffrey de Havilland) који у то време ради за РАФ приступа тоталном редизајну овог авиона тако да потпуно нови авион ознаке Р. А. Ф. BE 2c 1915. године излази из фабрике и испоручује се Ратном ваздухопловству и Ратној морнарици. У оперативној употреби на првој линији фронта овај авион се користи у току 1916 и 1917. године, а после тога се користи као авион за обуку, везу или ноћни ловац. Служио је за патролирање морем и као против подморнички авион. Као ловац је успешно коришћен за борбу против Цепелина. У периоду од октобра до децембра 1916. овим авионом су Енглези оборили 5 Цепелина који су бомбардовали Енглеску у Првом светском рату.

## Технички опис
Авион је био потпуно дрвене конструкције облепљен импрегнираним платном, само је капотажа мотора била направљена од лима а део кабина је био обложен дрвеном лепенком. Имао је две кабине за пилота и извиђача. Попречни пресек трупа је био правоугаоног облика с тим што је горња страна трупа била заобљена. Резервоар за гориво се налазио између мотора и кабине пилота. 
У авионе Р. А. Ф. BE 2c су уграђивани линијски осмоцилиндрични V-8 ваздухом хлађени мотори RAF 1a снаге од 90 KS. Вучна четворокрака дрвена елиса фиксног корака је била повезана са погонским мотором преко редуктора.
Крила су му била танког профила, правоугаоног облика са две рамењаче и заобљених крајева а крилца за управљање су се налазила и на горњим и доњим крилима. Крила су међусобно била повезана са четири пара дрвених упорница и затезача направљених од клавирске челичне жице. Крајњи парови упорница су испод доњег крила били спојени челичном скијом која је штитила крило од оштећења приликом нерегуларног слетања.
Стајни трап је био направљен од дрвених носача осовине, са класичним распоредом точкова, фиксан неувлачећи, са крутом осовином на којој су се налазила два точка великог пречника са гумама за надувавање. Еластична веза између осовине и њених носача изведена је помоћу гумених трака. Као трећа ослона тачка авиону је служила еластична дрвена  дрљача  смештена испод репа авиона. 
Био је наоружан једним митраљезом (стрелац) Левис калибра 7,7mm и могао је да понесе укупно 102 kg бомби.

### Варијанте авиона Р. А. Ф. BE 2
- BE2a - Почетна производна верзија BE2. Изграђен у малом броју од краја 1912. године - још стандардни тип по избијању рата крајем 1914
- BE2b - у основи исти као и "A", за управљање користи крилца уместо деформације крила савијањем Блерио систем.
- BE2c - тотално редизајнирана варијанта - у ствари нови авион.
- BE2d - у суштини "C" варијанта са дуплим командама, као и већи резервоар за гориво
- BE2e - коначна верзија, са новим крилима.
- BE2f - BE2c са BE2e крилима.
- BE2g - BE2d са BE2e крилима.

## Земље које су користиле Авион Р. А. Ф. BE 2c
| - Аустралија - Белгија - Естонија - Краљевина Грчка - Холандија | - Норвешка - Јужна Африка - Уједињено Краљевство - САД - Краљевина Србија |

## Оперативно коришћење
Док је већина оперативних Р.А.Ф. BE 2c служила на западном фронту, тип је такође имао ограничену употребу у другим прекоморским земљама и ратиштима. Најмање један пар БЕ2 био је међу авионима који су послати са ескадрилом бр. 3 за употребу у кампањи на Галипољу. Коришћени су за корекцију ватре при поморским бомбардовањима, као и повремено за директно бомбардовање бродова и других циљева. 
Већ 1914. године неки Р.А.Ф. BE 2а отишли су у Аустралију, где су служили као тренажни авиони за новоформирано аустралијско ваздухопловство у месту Поинт Кок у држави Викторија. На сличан начин, авион је такође усвојен у индијској школи летења у Ситапуру . Најмање један БЕ2 послат је у Египат да појача савезничке снаге које се боре у источном Медитерану; 16. априла 1915. овај авион је учествовао у бомбардовању Ел Муре. 
Почев од лета 1915. године авион Р. А. Ф. BE 2c је био стандардни извиђач и бомбардер у британском ваздухопловству и морнарици. Коришћен је на свим ратиштима где су учествовали Британци. На Солунском фронту коришћени су претежно у морнарици летели су над Дарданелима и Егејским морем као бомбардери и против подморнички авиони.

### Авион Р. А. Ф. BE 2c у Краљевини Србији
У Српској Авијатици постојао је један једини примерак овог авиона. Да би „извршила инспекцију о догађањима на југу Краљевине“ (Топлички устанак), Врховна команда 29. октобра 1917. шаље авион. Њиме пилотира наредник пилот ловац Синиша Стефановић студент технике, један од најбољих српских пилота тог доба са обавештајним официром капетаном Јованом Илићем. За овај лет је изабран авион Р. А. Ф. BE 2c коме је била потребна кратка полетно слетна стаза, а уз то је имао довољно велики долет и носивост. Да би био што лакши са авиона су скинути наоружање и још неки делови опреме што је омогућило да се понесе што више корисног терета. Авион успешно прелеће линију фронта и упућују се ка Косанчићу. С обзиром на повећану полетну тежину, авион је имао нижи плафон лета па је пилот морао да обилази планине а не да их прелеће.
Међутим, не зна се због чега се они спуштају код места Шилово, на врло непогодан терен и ударају у дрво. Остали су неповређени и запалили авион, па покушали да се сакрију. Али, наишла је потера и одвела их у нишку тврђаву у затвор. Капетан Илић је после саслушања стрељан, а, наводно његов, исказ против четника окупатор је штампао као брошуру и делио народу. Пилот Стефановић је пристао да у центру Ниша говори о „пропасти српске војске“. Бугари су истерали народ на трг, донели сто и на њега попели српског пилота. Уместо очекиваног, он је узвикнуо: „Не дајте се, браћо! Наша војска је близу“. Пао је изрешетан куршумима и избоден бајонетима. Посмртно је унапређен у чин потпоручника. Места где су сахрањени капетан Илић и пилот Стефановић остала су до данас непозната.

## Сачувани примерци авиона Р.А.Ф. BE 2
Преживели рестаурирани авиони и репродукције изложени су у неколико музеја, укључујући Империјални ратни Музеј у Дукфорду, РАФ-музеј у Хендону,  Канадски Музеј ваздухопловства у Отави, Музеј ваздухопловства и космонаутике Ла Бурже у Паризу, Музеј ратног ваздухопловства у Соестербергу  Холандија, Музеј ваздухопловства америчке војске у Форт Рокеру поред Давила у држави Алабама и Колекција авиона норвешких оружаних снага на аеродрому у Ослу, Гардермоен , Норвешка .